# Enrique Antonovich
Enrique R. Antonovich – argentyński zapaśnik walczący w obu stylach. 
Zajął szóste miejsce na igrzyskach panamerykańskich w 1987. Wygrał igrzyska Ameryki Południowej w 1986 roku.